# Whopper Chase
Whopper Chase è un videogioco a piattaforme e sparatutto pubblicato nell'ottobre 1987 per gli home computer Amstrad CPC, Commodore 64, MSX e ZX Spectrum dalla Erbe Software. Venne distribuito nei fast food della catena Burger King in Spagna, in omaggio con l'acquisto di un Whopper, il principale panino della catena. Il protagonista del gioco è proprio un Whopper vivente. Tutte le quattro versioni per i quattro computer erano distribuite con un'unica confezione e registrate su un'unica cassetta, un formato molto insolito per così tante piattaforme. La fine della promozione era prevista per il 31 ottobre.

## Modalità di gioco
Si controlla un Whopper animato con gambe e occhi, descritto dalle istruzioni come un super hamburger del futuro in grado di andare da solo dal proprio cliente a farsi mangiare. Si deve attraversare in orizzontale una serie di poche schermate statiche che rappresentano magazzini e stabilimenti produttivi, con visuale di lato e piattaforme formate da casse accatastate e altre strutture. L'hamburger può camminare a destra e sinistra, saltare, e sparare schizzi di ketchup con traiettoria orizzontale. Per completare il gioco è necessario ottenere tutti i pezzi del logo di Burger King, che piovono dal cielo ogni volta che viene ucciso un elevato numero di nemici, e infine raggiungere il cliente in attesa nell'ultima schermata.
Dai due lati dello schermo arrivano in continuazione i nemici, che comprendono pomodori e cetriolini animati, cani, ragazzini con la fionda, cuochi e altri hamburger, non tutti presenti in tutte le versioni. Si perde una vita se raggiunti da un nemico, inoltre i ragazzini possono sparare e i cuochi lanciare coltelli. Molti nemici sono capaci anche di saltare. Si rischia di essere toccati anche quando ci si trova alle estremità dello schermo, magari perché si è appena passati da una schermata all'altra, per via dei nemici che spuntano fuori proprio in quel momento.

## Sviluppo
Whopper Chase fu l'ultimo dei pochi videogiochi sviluppati internamente dall'azienda spagnola Erbe Software, che successivamente operò soltanto come editrice e distributrice, mentre lo sviluppo passò alla sussidiaria Topo Soft.
Secondo quanto riporta Julio Martín, autore della grafica per tutte le quattro versioni, la Burger King diede l'incarico alla Erbe di realizzare il programma in una sola settimana di tempo. Il codice venne insolitamente realizzato da quattro programmatori diversi per ciascuna delle versioni.
Secondo Emilio Martínez, programmatore della versione Amstrad CPC, di solito l'azienda sviluppava ogni gioco inizialmente per lo ZX Spectrum, perché era la piattaforma nella quale erano più abili, e poi lo convertiva per altre piattaforme; nel caso di Whopper Chase però le quattro versioni vennero sviluppate quasi contemporaneamente, senza aspettare che quella per ZX Spectrum fosse terminata. Sebbene ogni versione sia accreditata a una persona, Martínez ricorda che fu più che altro un lavoro di squadra.
La versione Commodore 64 (computer che in Spagna era meno diffuso degli altri tre) fu programmata da Jesús Medina, che all'epoca aveva solo 15 anni, e lui stesso in retrospettiva la ritiene scadente. Medina sostiene di aver avuto tre settimane di tempo, non una come afferma Martín.

## Accoglienza
Whopper Chase è piuttosto semplice, come ci si può aspettare da un gioco promozionale regalato insieme a un panino che costava meno di quanto costasse di solito una cassetta. Comunque la rivista spagnola contemporanea MicroHobby, dedicata allo ZX Spectrum, lo recensì come un normale titolo commerciale e lo giudicò abbastanza positivamente, nonostante peccasse un po' di semplicità; gli attribuì anche un'alta difficoltà, ma non in senso negativo. Nel 2014 la rivista di retrogaming Retro Maniac lo giudicò invece piuttosto mediocre proprio per l'eccessiva difficoltà.